# بروغريس 1
بروغريس 1 (بالروسية: Прогресс 1)، كانت مركبة شحن فضائية سوفيتية غير مأهولة أُطلِقت عام 1978 لإعادة تزويد محطة الفضاء ساليوت 6 بالحمولات. كانت الرحلة الأولى لمركبات بروغريس، واستخدمت تكوين بروغريس 7 كاي تي جي. حملت المركبة على متنها إمدادات لطاقم مهمة إي إيو 1 الموجود على متن محطة ساليوت 6، الذي شمل رائدي الفضاء السوفييتين يوري روماننكو وجورجي جريشكو. تضمنت البضائع التي حملتها بروغريس 1 أيضًا معدات لإجراء أبحاث علمية، ووقودًا لتعديل مدار المحطة وإجراء المناورات.

## المركبة الفضائية
كانت بروغريس 1 عبارة عن مركبة بروغريس 7 كاي تي جي. الأولى من أصل 43 مركبة أطلِقت لاحقًا، كان رقمها التسلسلي 102. كانت مركبة بروغريس 7 كاي تي الجيل الأول من مركبات بروغريس 1، وقد استُمد تصميمها من مركبة سويوز 7 كاي تي وكانت مُخصصة للمهام اللوجستية غير المأهولة إلى محطات الفضاء لدعم برنامج ساليوت. استُخدمت المركبة الفضائية أيضًا في بعض المهام لتعديل مدار المحطة الفضائية.
تمتعت مركبة بروغريس بكتلة جافة (أي بدون وقود) بلغت 6520 كيلوغرام (14370 باوند)، والتي ارتفعت إلى نحو 7020 كيلوغرام (15480 باوند) عند تزويدها بالوقود بالكامل. يبلغ طولها 7.48 متر (24.5 قدم) وقطرها 2.72 متر (8 أقدام و11 إنش). يمكن أن تستوعب كل مركبة فضائية ما يصل إلى 2500 كيلوغرام (5500 باوند) من الحمولات، التي تشمل البضائع الجافة والوقود. زُودت المركبة الفضائية بالطاقة بواسطة بطاريات كيميائية، ويمكن أن تستمر بالطيران الحر لمدة تصل إلى ثلاثة أيام، وأن تبقى راسيةً بالمحطة الفضائية لمدة تصل إلى ثلاثين يومًا.

## الإطلاق والإرساء
أُطلِقت بروغريس 1 الساعة 08:24:40 بالتوقيت العالمي المنسق في 20 يناير 1978، فوق الصاروخ الحامل من طراز سويوز يو 11 إيه 5 11 من موقع الإطلاق 31/6 في قاعدة بايكونور الفضائية في الجمهورية الكازاخية السوفيتية الاشتراكية. كان الرقم التسلسلي للصاروخ الحامل هو إي 15000 075. بعد الإطلاق، مُنحت بروغريس 1 رمز 1978 008 إيه من قبل لجنة أبحاث الفضاء (كوسبار)، في حين مُنحت رمز 10603 في دليل الأقمار الصناعية الخاص بقيادة الدفاع الجوي لأمريكا الشمالية (نوراد).
بعد الإطلاق، بدأت بروغريس 1 يومين من الطيران الحر. ثم التحمت مع المنفذ الخلفي لمحطة الفضاء ساليوت 6 في الساعة 10:12:14 بالتوقيت العالمي المنسق في 22 يناير 1978. عندما رست مركبة بروغريس 1، كان منفذ الإرساء الآخر في المحطة ملتحمًا مع مركبة سويوز 27.

## المهمة
كانت بروغريس 1 أول مركبة فضائية من أصل 12 مركبة فضائية من نوع بروغريس استُخدمت لتزويد محطة ساليوت الفضائية بالحمولات بين عامي 1978 و1981. تكونت حمولتها البالغة كتلتها 2300 كيلوغرام (5100 باوند) من 1000 كيلوغرام (2200 رطل) من الوقود والأكسجين، بالإضافة إلى 1300 كيلوجرام (2900 باوند) من الغذاء وقطع الغيار والأدوات العلمية وإمدادات أخرى. بينما كانت بروغريس 1 ملتحمةً بالمحطة، كان طاقم مهمة إي أوه 1، المكون من رائدي الفضاء يوري روماننكو وجورجي جريشكو، على متن المحطة. استعرضت بروغريس 1 إمكانية إعادة تزويد المركبات الفضائية بالوقود في المدار، وهو أمر بالغ الأهمية لعمليات المحطة طويلة الأمد. بمجرد أن قام رواد الفضاء بتفريغ البضائع التي سلمتها بروغريس 1، قاموا بتحميل النفايات على متن المركبة للتخلص منها.
في 6 فبراير 1978، كانت بروغريس 1 في مدار أرضي منخفض ذي حضيض يبلغ 329 كيلومترًا (204 ميل) وأوج يبلغ 348 كيلومترًا (216 ميل)، وزاوية ميلان تساوي 51.66 درجة وفترة مدارية تساوي 91.3 دقيقة. انفصلت بروغريس 1 عن ساليوت 6 في الساعة 05:54 بالتوقيت العالمي المنسق في 6 فبراير. بقيت في المدار لمدة يومين آخرين، قبل أن يتدهور مدارها في النهاية لتتدمر أثناء دخولها الغلاف الجوي فوق المحيط الهادئ في نحو الساعة 02:45 بالتوقيت العالمي المنسق في 8 فبراير 1978.